# Pfeilblättrige Balsamwurzel
Die Pfeilblättrige Balsamwurzel (Balsamorhiza sagittata) ist eine Pflanzenart aus der Gattung Balsamorhiza in der Unterfamilie der Asteroideae innerhalb der Familie der Korbblütler (Asteraceae). Sie ist im westlichen Nordamerika heimisch. Sie wurde in der Volksmedizin und als Nahrungsmittel von indigenen Völkern Nordamerikas verwendet.

## Beschreibung

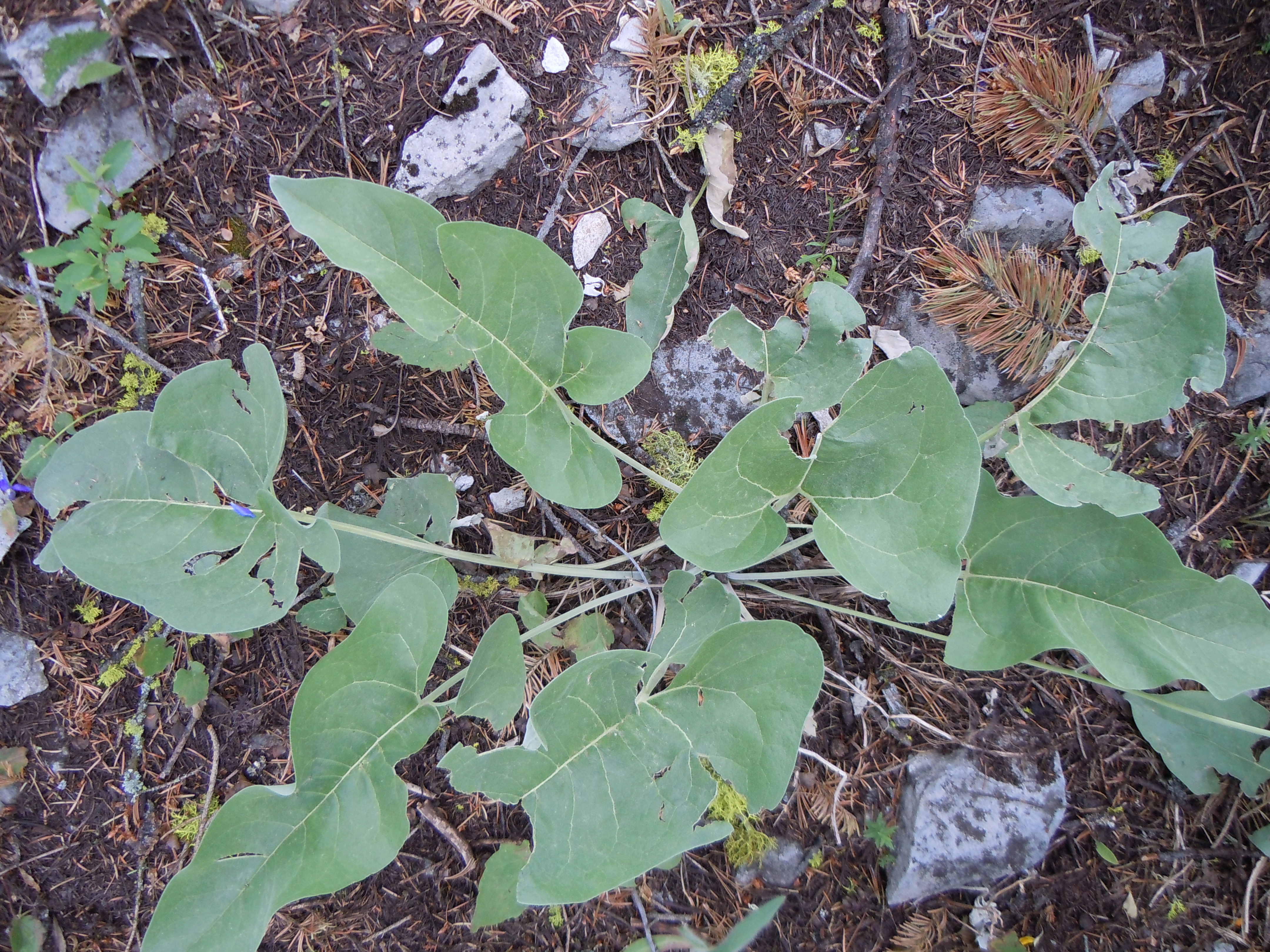
Habitus und gestielte Laubblätter

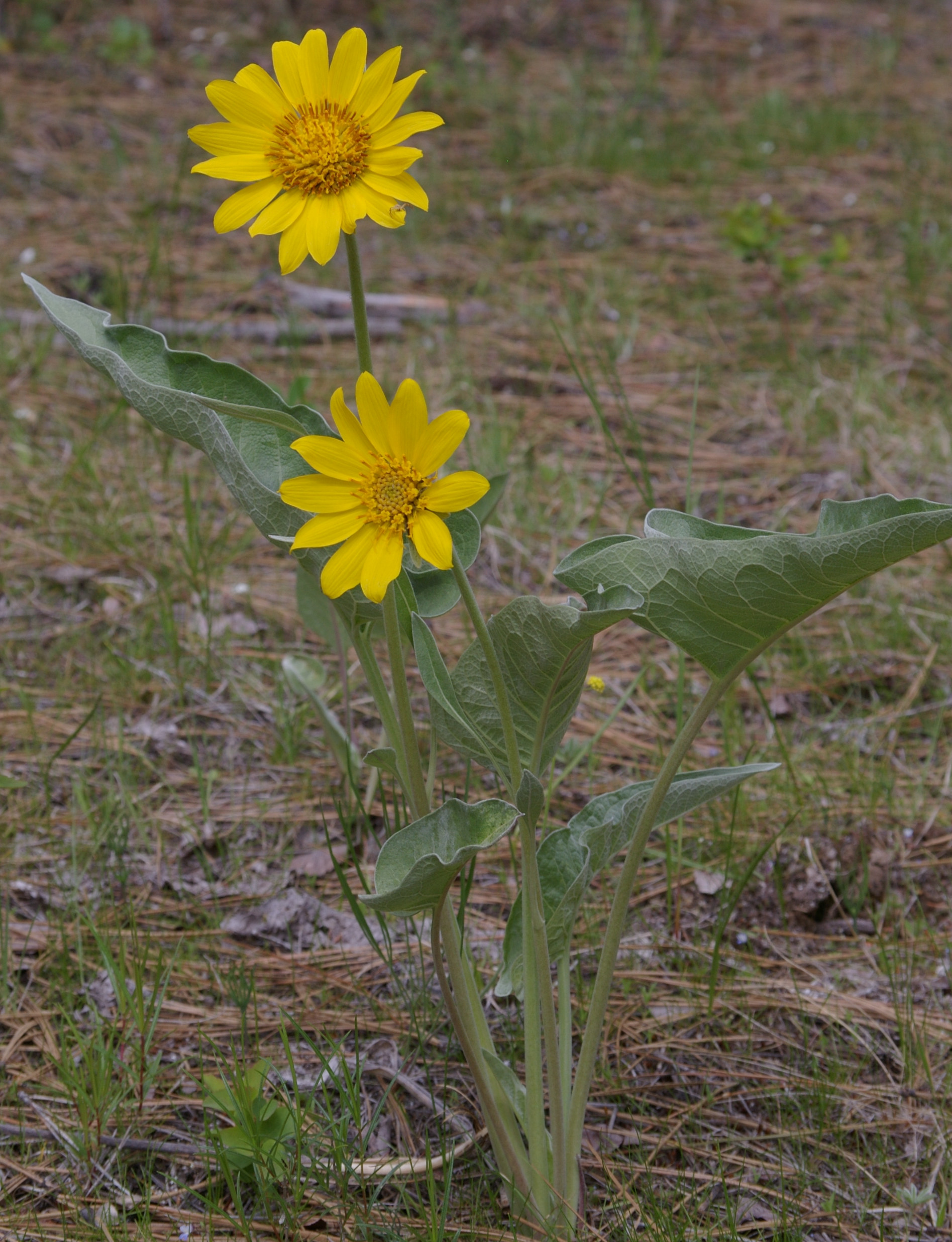
Habitus, Laubblätter und Blütenstand

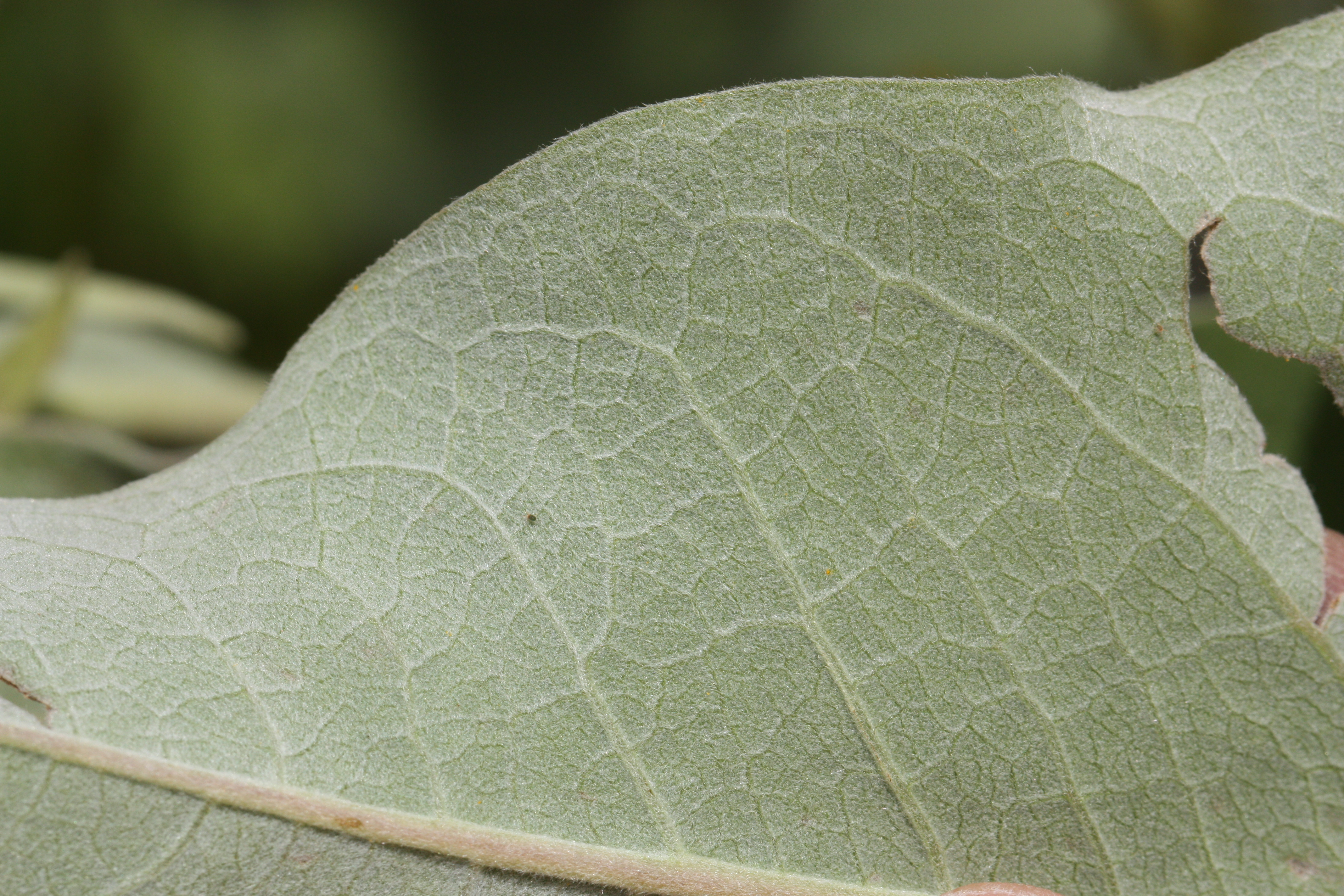
Blattunterseite mit Details der Blattnervatur und des Indument

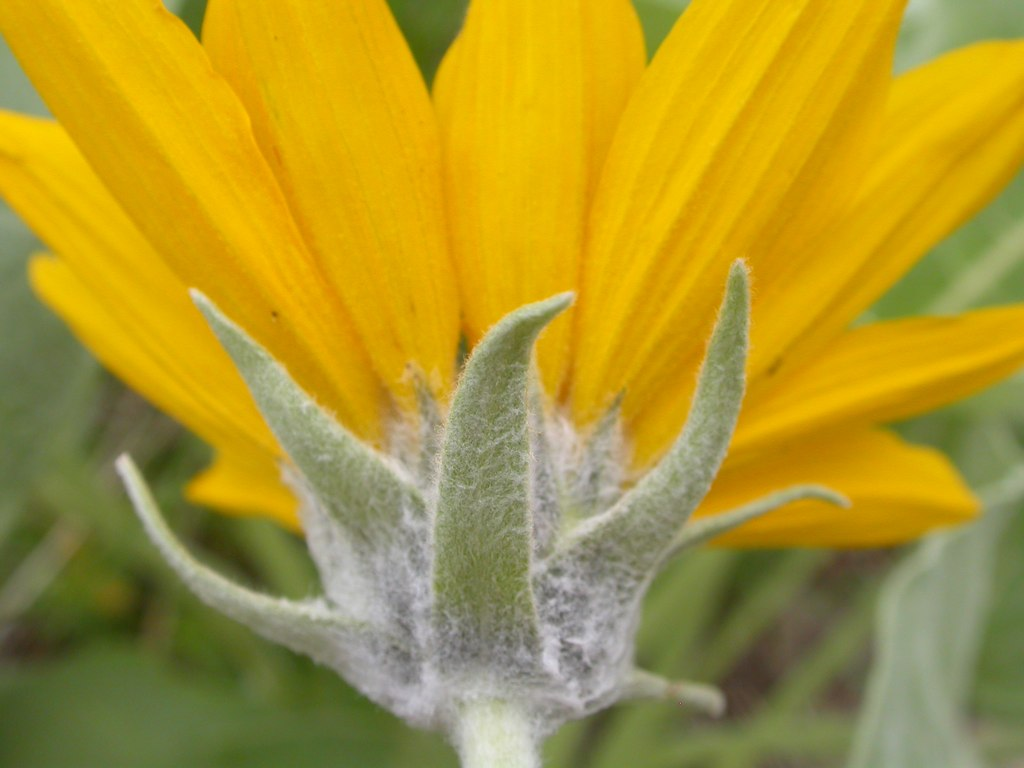
Involucrum

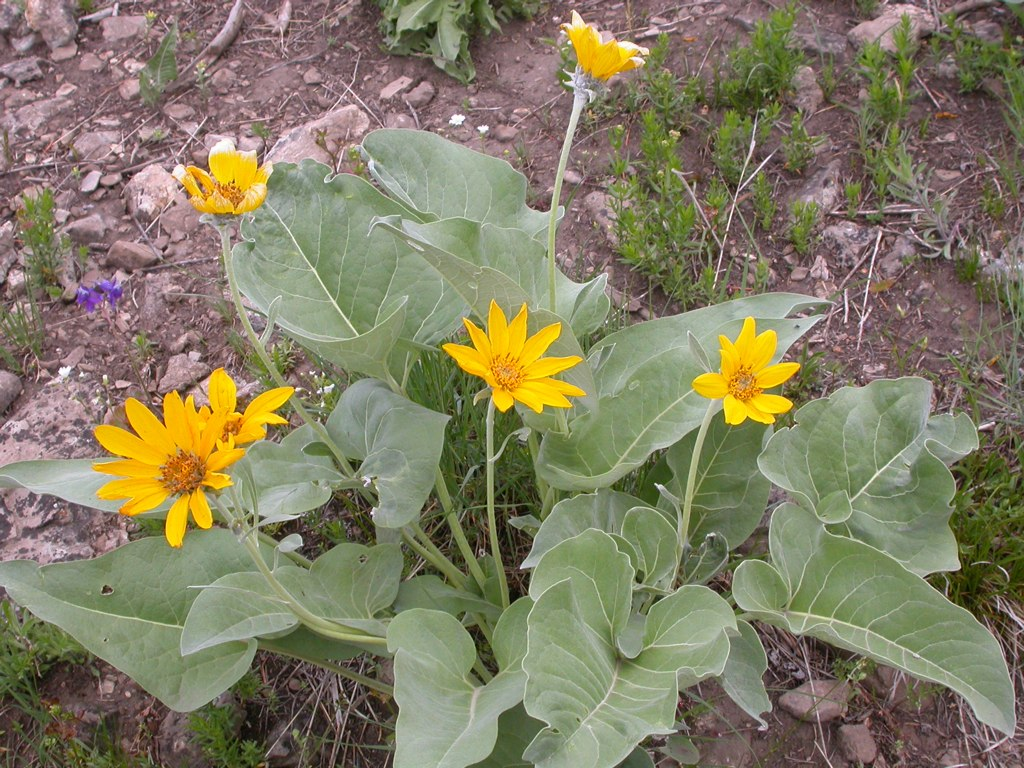
Habitus im Habitat

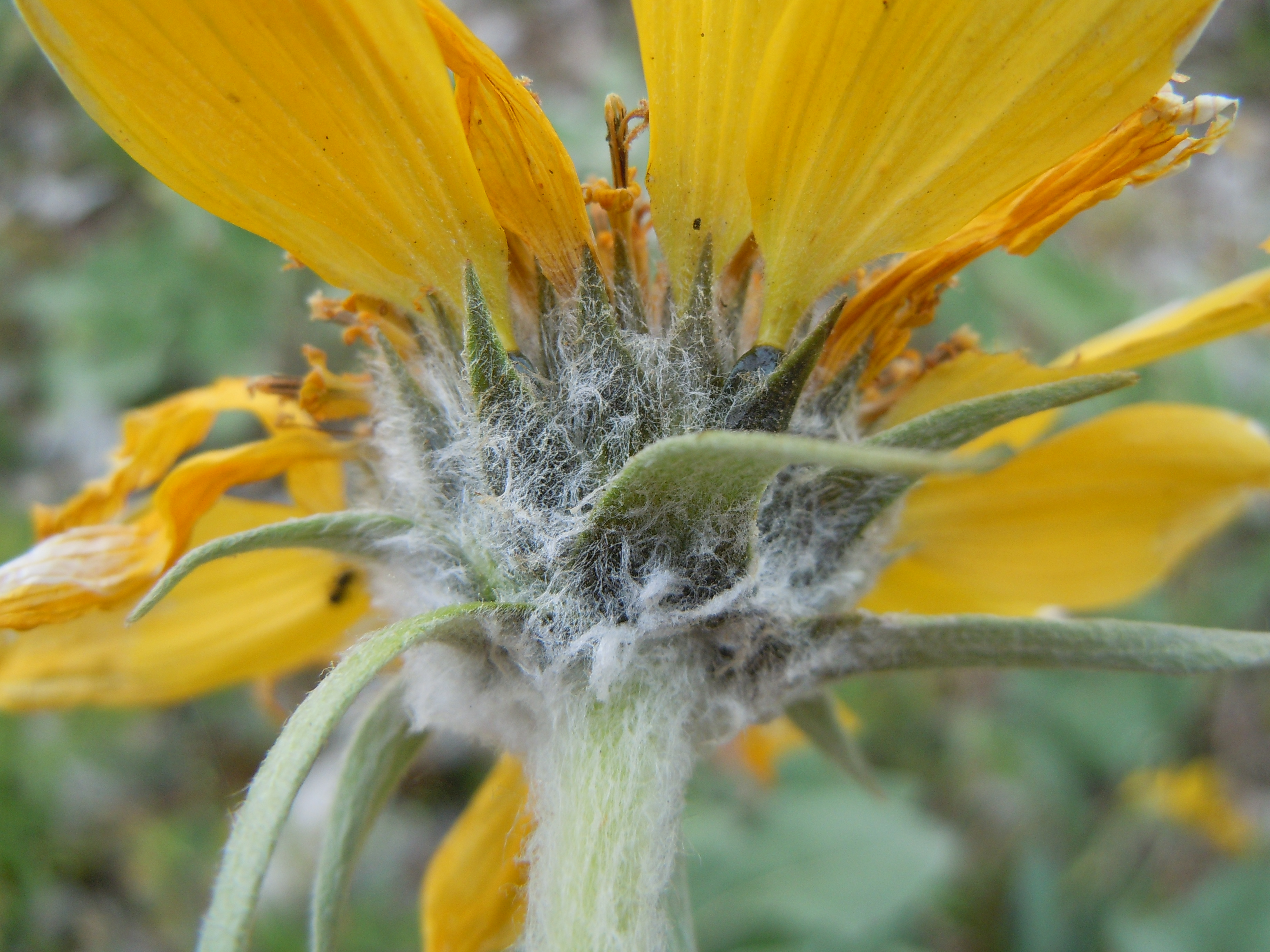
Äußere Hüllblätter beiseitegeschoben, damit man die inneren Hüllblätter erkennen kann

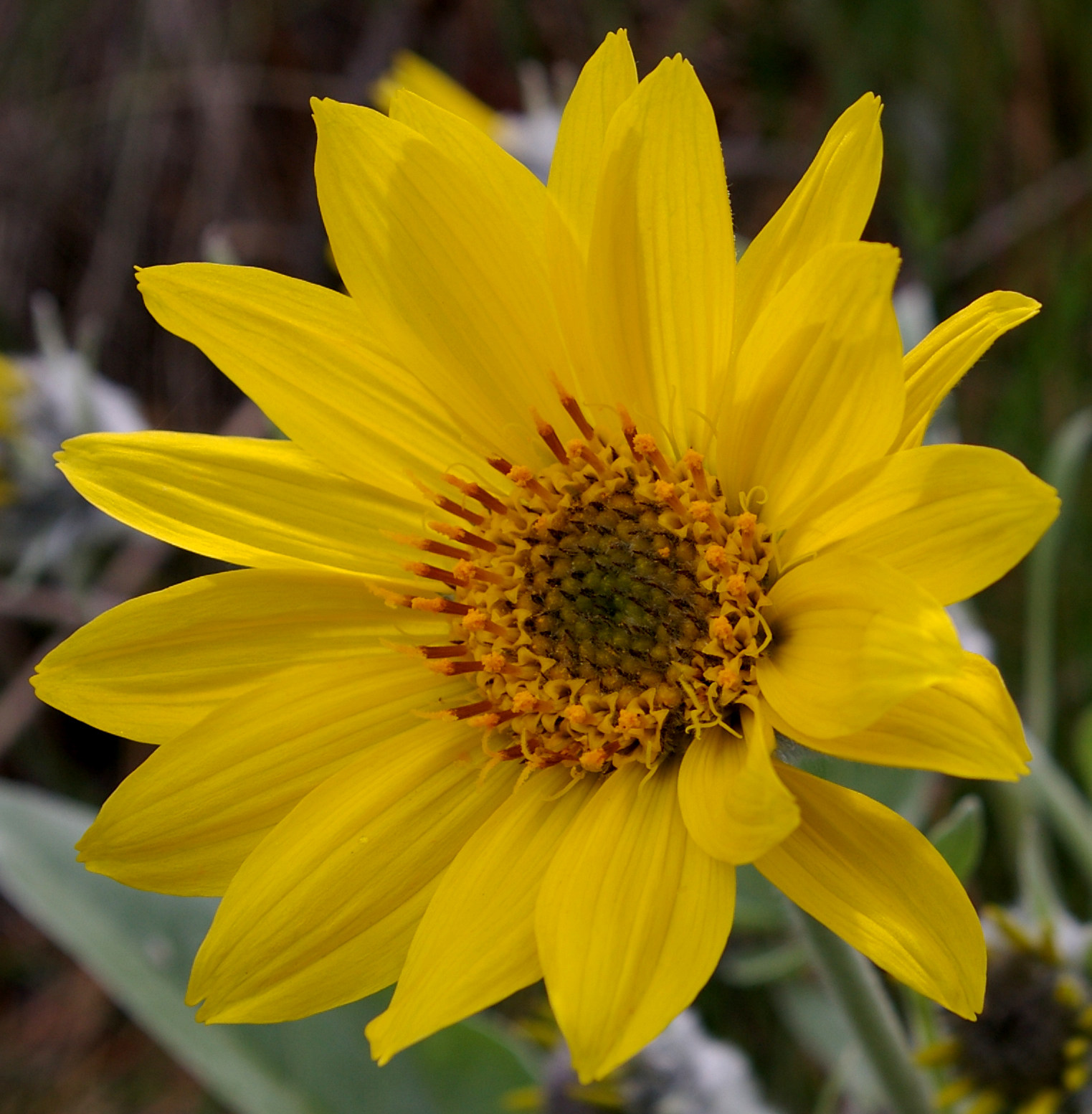
Blütenkorb mit leuchtend gelben, dreizipfeligen Zungenblüten und dunkleren Röhrenblüten

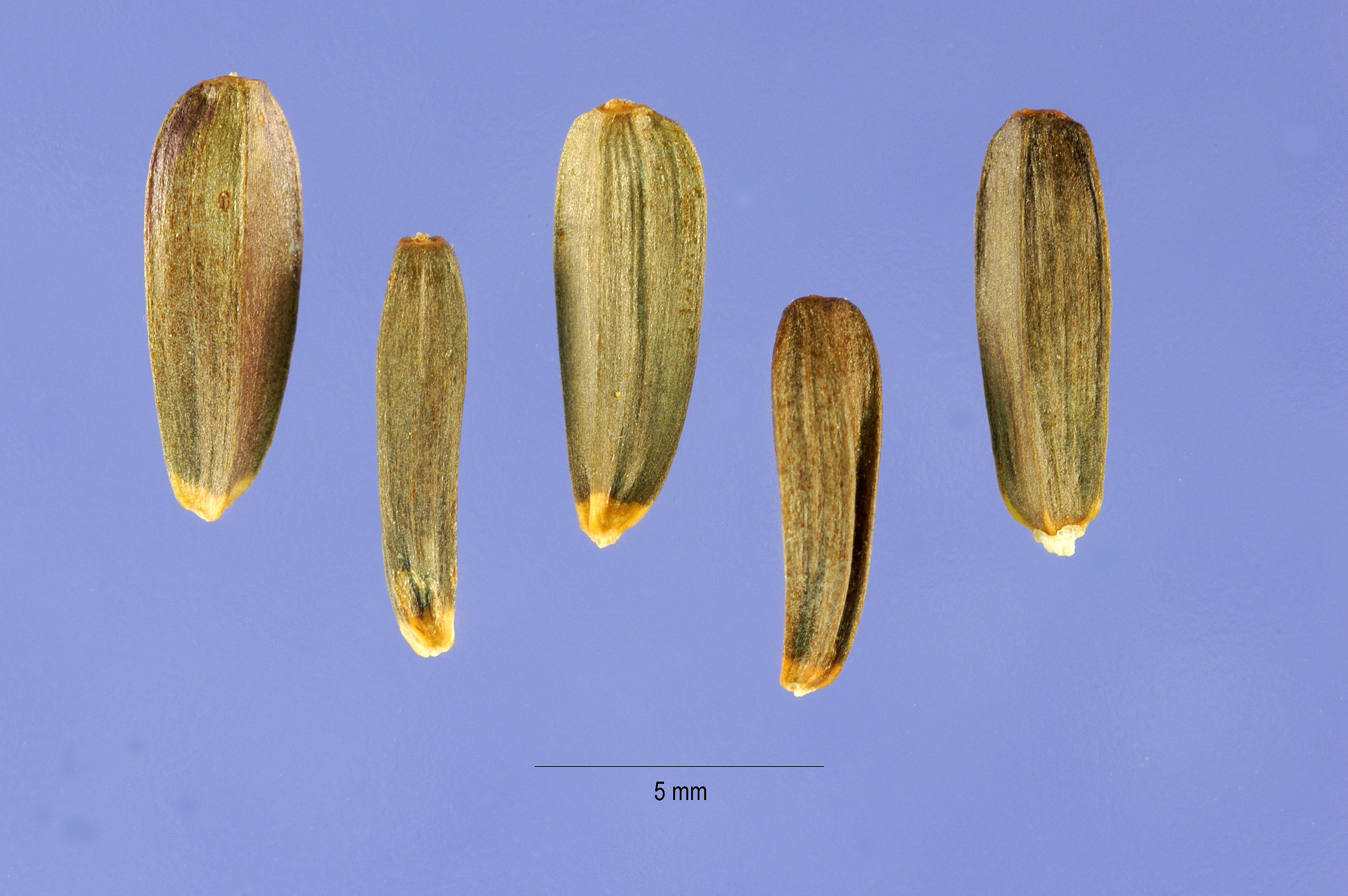
Achänen

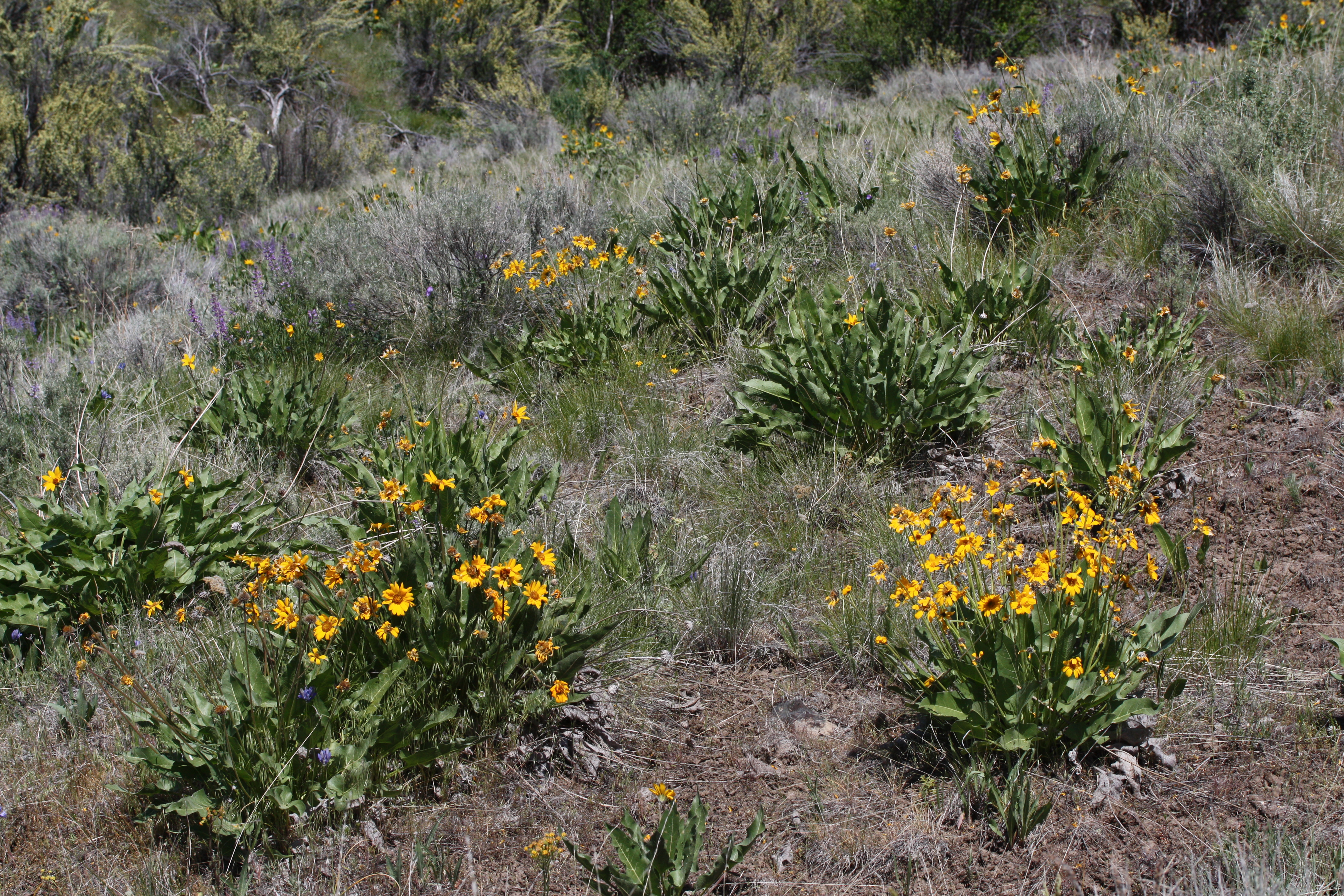
Habitus im Habitat

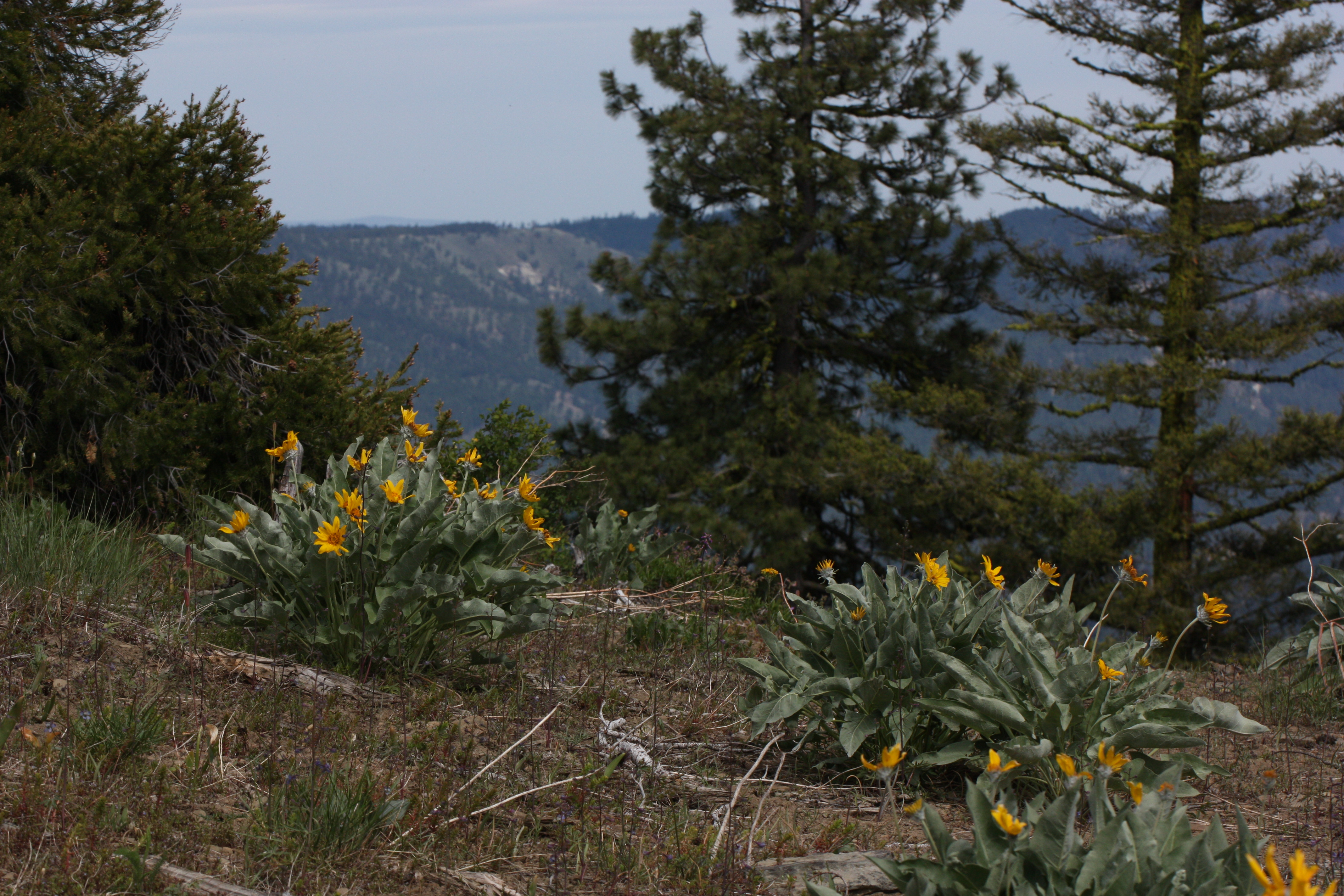
Habitus im Habitat

### Erscheinungsbild und Blatt
Balsamorhiza sagittata wächst als langlebige, ausdauernde krautige Pflanze und erreicht Wuchshöhen von meist 20 bis 40 (15 bis 65) Zentimeter. Sie bildet dickfleischige Pfahlwurzeln, die Durchmesser von etwa 10 Zentimeter und eine maximale Tiefe im Boden von etwa 2,7 Meter erreicht und verzweigt sich meist erst ab einer Tiefe von 15 Zentimeter. Diese seitlichen Wurzeln wachsen erst bis zu 1 Meter in der Horizontale und dann bis zu 1,5 Meter in die Tiefe. Die älteren Teile der Pfahlwurzel sind mit einer bis zu 13 Millimeter tief gefurchten Rinde bedeckt. Es wird im Boden eine verzweigte Sprossachse (Caudex) gebildet. Der oberirdische Stängel ist meist unverzweigt. Die oberirdischen Pflanzenteile sind mehr oder weniger kurz wollig und winzig drüsig behaart.
Die größtenteils in einer grundständigen Rosette und wenigen wechselständig am Stängel verteilt angeordneten Laubblätter sind in Blattstiel und Blattspreite gegliedert. Die einfache Blattspreite der Grundblätter ist bei einer Länge von 20 bis 50 Zentimeter oder bei einer Länge von 5 bis 25 Zentimeter sowie einer Breite von 3 bis 15 Zentimeter gerundet dreieckig oder breit-dreieckig mit mehr oder weniger herzförmiger sowie mehr oder weniger spießförmiger Spreitenbasis und spitzem bis zugespitztem oder stumpfem oberen Ende und glatten Blattrand. Die Grundblätter besitzen eine weich behaarte Blattoberseite und eine kurz-wollig bis fein-striegelig behaarte Unterseite; mindestens so lang die Blätter jung sind, ist die Blattunterseite dicht, kurz, silbrig bis weiß oder grau-grün, seidig bis wollig behaart, es sind auch meist Drüsenhaare vorhanden (Indument). Die Stängelblätter sind linealisch bis verkehrt-lanzettlich.

### Blütezeit, Blütenstand, Blüte und Frucht
Die Blütezeit reicht in Kalifornien von Mai bis August und für Nordamerika werden je nach Standort Blütezeiten von meist Mai bis Juni (April bis Juli) angegeben. Es ist eine der spektakulärsten Blühaspekte im Frühling in den nordwestlichen USA.
Auf einem aufrechten, langen Blütenstandsschaft stehen meist ein, seltener zwei bis drei oder sogar einige körbchenförmige Blütenstände. Der Korbboden (Rezeptakel) ist flach. In der bei einem Durchmesser von 12 bis 25 Millimeter halbkugeligen bis kreiselförmigen Korbhülle (Involucrum) stehen zwei bis vier Reihen von haltbaren Hüllblättern. Die äußeren Hüllblätter sind mehr oder weniger wollig behaart und bei einer Länge von meist 2 bis 2,5 (1,5 bis über 3) Zentimeter sowie einer Breite von 4 bis 9 Millimeter lanzettlich-länglich bis verkehrt-lanzettlich, linealisch oder eiförmig mit einem stumpfen bis spitzen oberen Ende. Die äußeren Hüllblätter erreichen oder überragen die inneren Hüllblätter, die spitze bis zugespitzte obere Enden besitzen.
Der Blütenkorb enthält außen weibliche, fertile Zungenblüten (= Strahlenblüten) und innen viele zwittrige, fertile Röhrenblüten (= Scheibenblüten). Die auffälligen, gelben Zungenblüten sind besitzen eine 2 bis 4 Zentimeter lange, dreizipfelige Zunge. Die gelben, 6 bis 8 Millimeter langen Röhrenblüten besitzen eine kurze Kronröhre und fünf Kronlappen. Der Griffel ist zweiästig.
Die glatte, kahle, vierkantige Achäne ist bei einer Länge von 7 bis 9 Millimeter länglich. Es ist kein Pappus vorhanden.

### Chromosomensatz
Die Chromosomengrundzahl beträgt x = 19; es liegt Diploidie vor, also eine Chromosomenzahl von 2n = 38.

## Ökologie
Die Pfeilblättrige Balsamwurzel ist Hemikryptophyt. Sie ein beliebtes Futter bei Wild- und Haustieren. Sobald die Blütenstände und Laubblätter verwelkt sind, ist es schwierig Exemplare dieser Art zu finden. Junge Pflanzen wachsen relativ langsam. An besten Standorten dauert es drei bis vier Jahre bis zur ersten Blütenbildung und an Standorten mit weniger Niederschlägen dauert es sieben bis acht Jahre bis sich Blütenstände entwickeln. Nach Bränden treiben die Exemplare wieder aus ihrem Caudex aus und der Wind liefert Samen an.
Wenn die Blüten- und Fruchtstände nicht von Insekten und weidenden Tieren gefressen werden könne sich viele Samen bilden. Die Samen werden durch den Wind und von Tieren ausgebreitet. Es gibt Untersuchungen, dass keine beständige Samenbank im Boden gebildet wird. Die Achänen sind relativ groß mit 127.600 pro kg.

## Vorkommen
Die Pfeilblättrige Balsamwurzel (Balsamorhiza sagittata) ist im westlichen Nordamerika heimisch. Sie kommt in den kanadischen Provinzen British Columbia sowie westlichen Alberta und in den US-Bundesstaaten Kalifornien, westlichen South Dakota, Colorado, Idaho, Montana, Oregon, Washington, Wyoming, nördlichen Arizona, nördlichen und zentralen Kalifornien, Nevada sowie Utah vor.
Balsamorhiza sagittata ist beispielsweise ein Element der Great Basin Florenprovinz. Sie gedeiht meist in Höhenlagen von 900 bis 2500 (100 bis 3000) Meter. Sie kommt in der östlichen, Hohen Kaskadenkette, in der Hohen Sierra Nevada bis zu den Rocky Mountains und Black Hills vor.

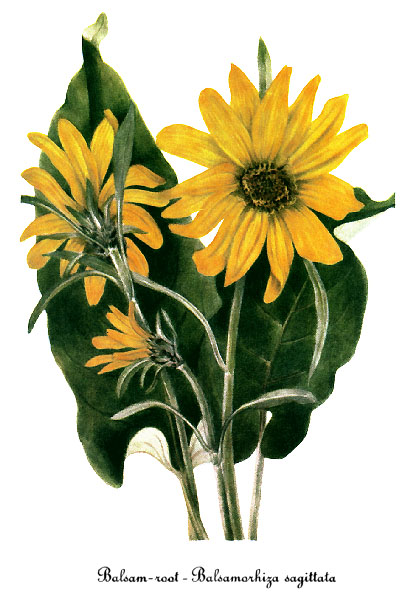
Illustration

## Systematik
Die Erstbeschreibung erfolgte 1814 unter dem Namen (Basionym) Buphthalmum sagittatum durch Frederick Traugott Pursh in Flora Americae Septentrionalis, or, A systematic arrangement and description of the plants of North America. Volume 2, S. 564. Die Neukombination zu Balsamorhiza sagittata (Pursh) Nutt. wurde 1840 durch Thomas Nuttall in Transactions of the American Philosophical Society, New Series 7, S. 350 veröffentlicht. Weitere Synonyme für Balsamorhiza sagittata (Pursh) Nutt. sind: Balsamorhiza helianthoides (Nutt.) Nutt., Espeletia helianthoides Nutt., Espeletia sagittata (Pursh) Nutt.
Die Arten der Untergattung Balsamorhiza subg. Balsamorhiza bilden an Standorten, an denen sie gemeinsam vorkommen, Hybriden. Natürliche Hybriden sind beispielsweise: Balsamorhiza ×bonseri H.St. John (= Balsamorhiza sagittata × Balsamorhiza rosea) und Hybriden mit Balsamorhiza carreyana, Balsamorhiza hookeri, Balsamorhiza incana sowie Balsamorhiza serata sind bekannt.

## Ethnobotanik - Verwendung durch die indigenen Völker Nordamerikas
Die Ureinwohner Nordamerikas benutzten den dickflüssigen Pflanzensaft als Antiseptikum für kleinere Wunden. Viele Indianerstämme verwendeten Pflanzenteile von Balsamorhiza sagittata in der Volksmedizin: Die Blackfoot verwendeten den Rauch der unterirdischen Pflanzenteile, um Leibschmerzen zu lindern. Die Blackfoot, Gosiute, Kutenai, Paiute, Sanpoil sowie Shoshoni verwendeten eine Wickel aus den Pfahlwurzeln um Blasen, Geschwüre, Insektenbisse, Prellungen und Wunden zu behandeln. Wurzelaufgüsse wurden von den Cheyenne sowie Flathead verwendet um Fieber, Keuchhusten und Tuberkulose zu behandeln und Harnprobleme zu lindern. Wurzelabsud wurde von den Cheyenne, Miwok, Shoshoni sowie Paiute bei Kopf- und Bauchschmerzen, Rheumatismus, Geschlechtskrankheiten eingesetzt und diente als Augenwasser und Geburtshilfe. Die Flathead sowie Okanagan-Colleville-Stämme verwendeten Wickel aus den Laubblätter um Brandwunden zu behandeln. Die Samen wurden gegen Dysenterie gegessen. Balsamorhiza sagittata wird sogar in der heutigen Kräuterkunde auf Grund seiner Heilwirkung eingesetzt. Mit Wurzelaufgüssen wurde der Kopf eingerieben, um Haarwachstum zu fördern.
Grundsätzlich sind alle Pflanzenteile essbar, allerdings verleiht ihnen der Pflanzensaft einen bitteren Geschmack. Die gegarten Pfahlwurzeln hingegen werden als appetitlich und wenig bitter, ja sogar süßlich beschrieben.
Die Flathead, Kutenai, Montana, Nez Percé, Okanagan-Colville, Paiute, Thompson- und Ute-Stämme aßen die Laubblätter und jungen Stängel roh oder gegart. Die Samen wurden roh gegessen oder zu Mehl gemahlen um Kuchen und Brot zu backen. Aus den Samen wurde Speiseöl gewonnen und die Samen wurden unter andere Nahrungsmittel gemischt. Die Samen können getrocknet oder geröstet werden. Die Samen waren eine Hauptnahrung bei (Atsugewi, Gosiute, Klamath, Miwok, Montana, Nez Perce, Okanagan-Colville, Paiute sowie Thompson-Stämme).
Die Pfahlwurzeln von Balsamorhiza sagittata wurden getrocknet zu Mehl verarbeitet oder geröstet.  Langsames Backen ist am besten, die Flathead haben die Pfahlwurzeln für mindestens drei Tage in der Feuerstelle gebacken. Gegarte Pfahlwurzeln waren getrocknet lagerfähig und wurden über Nacht eingeweicht, bevor sie verwendet werden. Geröstete Pfahlwurzeln können als Kaffeeersatz dienen.
Die jungen oberirdischen Pflanzenteile können als Salat oder als Küchenkraut verwendet werden. Die großen Blattspreiten und -stiele werden gekocht gegessen; größere Mengen wirken als Schlafmittel. Geschälte junge Stängel können roh gegessen werden.
Die indigenen Völker Nordamerikas verwendeten die großen, behaarten Blätter zur Isolierung in Schuhen, um die Füße warm zu halten. 